# Phát triển cá nhân
Phát triển cá nhân bao gồm các hoạt động nâng cao nhận thức và bản sắc, phát triển tài năng và tiềm năng, xây dựng vốn nhân lực và tạo điều kiện cho việc làm, nâng cao chất lượng cuộc sống và góp phần thực hiện ước mơ và khát vọng.Sự phát triển cá nhân diễn ra trong suốt cuộc đời của một người. Không giới hạn ở việc tự giúp đỡ, khái niệm này bao gồm các hoạt động chính thức và không chính thức để phát triển những người khác trong các vai trò như giáo viên, hướng dẫn, cố vấn, quản lý, huấn luyện viên cuộc sống hoặc cố vấn.Khi phát triển cá nhân diễn ra trong bối cảnh của các tổ chức, nó đề cập đến các phương pháp, chương trình, công cụ, kỹ thuật và hệ thống đánh giá hỗ trợ sự phát triển của con người ở cấp độ cá nhân trong các tổ chức.

## Tổng quan
Trong số những thứ khác, phát triển cá nhân có thể bao gồm các hoạt động sau:
- nâng cao nhận thức bản thân
- nâng cao kiến thức bản thân
- cải thiện kỹ năng và/hoặc học hỏi những cái mới
- xây dựng hoặc làm mới bản sắc/lòng tự trọng
- phát triển thế mạnh hoặc tài năng
- nâng cao sự nghiệp
- xác định hoặc cải thiện tiềm năng
- xây dựng việc làm hoặc (thay thế) vốn nhân lực
- nâng cao lối sống và/hoặc chất lượng cuộc sống và quản lý thời gian
- cải thiện sức khỏe
- cải thiện sự giàu có hoặc địa vị xã hội
- thực hiện nguyện vọng
- khởi nghiệp
- xác định và thực hiện Kế hoạch phát triển bản thân (PDP)
- cải thiện quan hệ xã hội hoặc trí tuệ cảm xúc
- phát triển và công nhận bản sắc tâm linh

Phát triển cá nhân cũng có thể bao gồm phát triển người khác. Điều này có thể diễn ra thông qua các vai trò như của giáo viên hoặc người cố vấn, thông qua năng lực cá nhân (như kỹ năng được cho là của một số nhà quản lý trong việc phát triển tiềm năng của nhân viên) hoặc thông qua một dịch vụ chuyên nghiệp (như đào tạo, đánh giá hoặc huấn luyện).
Ngoài việc cải thiện bản thân và phát triển người khác, "phát triển cá nhân" gắn nhãn một lĩnh vực thực hành và nghiên cứu:
- Là một lĩnh vực thực hành, phát triển cá nhân bao gồm các phương pháp phát triển cá nhân, chương trình học tập, hệ thống đánh giá, công cụ và kỹ thuật.
- Là một lĩnh vực nghiên cứu, các chủ đề phát triển cá nhân xuất hiện trong các tạp chí tâm lý học, nghiên cứu giáo dục, tạp chí quản lý và sách và kinh tế học phát triển con người.

Bất kỳ loại phát triển nào, cho dù kinh tế, chính trị, sinh học, tổ chức hay cá nhân đều yêu cầu một khuôn khổ nếu người ta muốn biết liệu một sự thay đổi có thực sự xảy ra hay không.   Trong trường hợp phát triển cá nhân, một cá nhân thường đóng vai trò là thẩm phán chính của cải tiến hoặc hồi quy, nhưng xác nhận cải tiến khách quan đòi hỏi phải đánh giá bằng các tiêu chí tiêu chuẩn. Các khung phát triển cá nhân có thể bao gồm:
- mục tiêu hoặc điểm chuẩn xác định điểm cuối
- chiến lược hoặc kế hoạch để đạt được mục tiêu
- đo lường và đánh giá tiến độ, mức độ hoặc giai đoạn xác định các mốc quan trọng trên con đường phát triển
- một hệ thống phản hồi để cung cấp thông tin về những thay đổi

## Là một ngành công nghiệp
Phát triển cá nhân như một ngành công nghiệp  có một số định dạng hoạt động của mối quan hệ kinh doanh.Những cách chính là doanh nghiệp với người tiêu dùng và doanh nghiệp với doanh nghiệp. Tuy nhiên, hai cách mới hơn đã xuất hiện: người tiêu dùng với doanh nghiệp và người tiêu dùng với người tiêu dùng.

### Thị trường kinh doanh với người tiêu dùng
Thị trường từ doanh nghiệp đến người tiêu dùng liên quan đến việc bán sách, khóa học và kỹ thuật cho các cá nhân, như:
- dịch vụ mới được phát minh trong các lĩnh vực như:
  - thể dục
  - rèn luyện trí nhớ
  - làm đẹp
  - đào tạo nhận thức nhóm lớn
  - giảm cân
- thực hành truyền thống như:
  - yoga
  - Võ thuật
  - lễ khởi xướng
  - thiền
  - tâm linh
  - Khổ tu

Một số chương trình cung cấp nội dung của họ trực tuyến.Nhiều công cụ bao gồm các công cụ được bán cùng với một chương trình, chẳng hạn như sách động lực để tự giúp đỡ, công thức giảm cân hoặc hướng dẫn kỹ thuật cho các chương trình yoga và võ thuật.
Danh sách một phần các dịch vụ phát triển cá nhân trên thị trường từ doanh nghiệp đến cá nhân có thể bao gồm:
- sách
- nói năng động
- chương trình học trực tuyến
- hội thảo
- tư vấn cá nhân
- cố vấn
- Kỹ thuật quản lý thời gian

### Thị trường doanh nghiệp với doanh nghiệp
Một số công ty tư vấn chuyên về phát triển cá nhân  nhưng tính đến năm 2009 các công ty tổng hợp hoạt động trong các lĩnh vực nhân sự, tuyển dụng và chiến lược tổ chức đã bước vào những gì họ cho là thị trường đang phát triển, không đề cập đến các công ty nhỏ hơn và các chuyên gia tự làm việc cung cấp tư vấn, đào tạo và huấn luyện.